# Alvin és a mókusok (televíziós sorozat)
Az Alvin és a mókusok (eredeti cím: Alvin and the Chipmunks) 1983-tól 1990-ig vetített amerikai televíziós rajzfilmsorozat, amelynek alkotója Ross Bagdasarian. A tévéfilmsorozat zenéjét Thomas Chase és Stephen Rucker szerezték. Műfaja filmvígjáték- és kalandfilmsorozat. Amerikában 1983. szeptember 17. és 1990. december 1. között az NBC vetítette, Magyarországon az 1980-as évek végén a TV 2 sugározta.

## Ismertető
A történetben Dave Seville (magyar nevén Dávid) örökbe fogad három mókust. A három mókus neve Alvin, Simon és Theodore (magyar nevén Tódor). A mókusok zenei együttest alakítanak, közülük Alvin kivételesen híres lesz zenei tehetségéről. Testvéreivel sok sikeres számot énekel el. Alvin állandó jellemző művészi öltözete, hogy egy piros, nagy sárga A betűs pólót, és egy piros sildes baseball sapkát hord, ez a sapka Alvin számára különösen értékes. Van három barátnőjük is, akik a mókuslányok, és néha együtt énekelnek velük.

## Szereplők
- Alvin Seville – A fiú mókusok vezetője, nagy sárga A betűs piros pólót visel, piros sildes baseball sapkával. Néha huncut és rosszfiús, de nagyon kedves, a testvéreit mindennél jobban szereti. Zenei tehetségével világhírűvé vált. (Maros Gábor)
- Tódor Seville (Theodore Seville) – Alvin öccse, zöld pólót visel, és nagyon szeret enni. Kedves, naiv és félénk. (Felföldi László)
- Simon Seville – Alvin bátyja, kék pólót visel, szemüveggel, és nagyon szeret olvasni. Okos, kedves és jószívű. (Pusztaszeri Kornél)
- Dávid Seville (David 'Dave' Seville) – A fiú mókusok nevelőapja, örömmel viseli gondjait a mókusoknak. (Rátóti Zoltán)
- Seville Nagypapa (Grandpa Seville) – Dave nagypapája (Kenderesi Tibor)
- Seville Nagymama (Grandma Seville) – Dave nagymamája (Szögi Arany)
- Brittany Miller – A lány mókusok vezetője. Imádja a divatot, rendkívül hiú, önző és gyakran rosszindulatú, de lelke mélyén a nővéreit szereti. (Rátonyi Hajni)
- Eleanor Miller – Brittany és Jeanette húga. Kedves, édes és gondoskodó. (Farkasinszky Edit)
- Jeanette Miller – Brittany és Eleanor nővére. Okos, kedves és szelíd, nagyon szereti a nővéreit. (Kiss Erika)
- Miss Beatrice Miller – A lány mókusok nevelő anyja, örömmel viseli gondjaikat a mókusoknak. (Czigány Judit)
- Lilly – A fiúmókusok kiskutyája.
- Vinny – A fiúmókusok anyja, aki elhagyta őket. "A Chipmunk reunion", és a "Vinny's Visit" című részekben lehet látni.
- Harry – A fiúmókusok nem valódi nagybácsikája. (Helyey László)
- Bobi – A fekete hajú, szürke sildes baseball sapkás fiú, mandulaműtéten esik át. (Benedikty Marcell)
- Julia – Szőke hajú, barna szemű kislány, nagy sztárnak találja Tódort. (Csellár Réka)
- Jinien – Barna hajú, barna szemű, szemüveges kislány, Simon tetszeni akar neki. (Csellár Réka)
- Mary – Vörös hajú, kék szemű, szeplős kislány, Hófehérke szerepét szeretné eljátszani. (Hűvösvölgyi Ildikó)
- Ravasz Jackson – Ravasz fényképész, a fiúmókusok nagylábúnak nézik éjszaka a sötétben, amikor sátoroznak Dáviddal. (Kristóf Tibor)
- Iván – Rettenetes birkózó ember, Tódor kiáll ellene egy párbajra. (Ujlaki Dénes)
- T úr – Erős, izmos férfi, megvédi a fiúmókusokat az M-csapattól. (Gruber Hugó)
- Texi – A garázda robot, először Cowboy (Kauboj) kalap támadást játszik, majd a fiúmókusok átprogramozzák kertésznek.

További magyar hangok: Bolba Tamás, Bor Zoltán, Botár Endre, Cs. Németh Lajos, Csikos Gábor, Csurka László, Dallos Szilvia, Dengyel Iván, Detre Annamária, Földessy Margit, Gruber Hugó, Gyabronka József, Gyimesi Pálma, Győri Ilona, Horkai János, Huszár László, Igó Éva, Izsóf Vilmos, Jakab Csaba, Kerekes József, Koroknay Géza, Kökényessy Ági, Láng József, Magda Gabi, Maróti Gábor, Móni Ottó, Náray Teri, Orosz István, Örkényi Éva, Pápai Erika, Pathó István, Peczkay Endre, Rajhona Ádám, Sárosi Gábor, Somlai Edina, Soós László, Sörös Sándor, Szersén Gyula, Szokol Péter, Tarján Péter, Tolnai Miklós, Várkonyi András, Velenczey István

## Epizódok
1. Az M-Csoport / A mókus kisasszonyok
2. Harry bácsi / A garázda robot
3. Tévésztárok / A tengeri út
4. A mókusok története / A mókusok történetének 2. része
5. Mesebeli úr / Seville nagypapa és nagymama
6. Ismeretlen repülő mókusok / Anyák napja
7. Punkmókusok / Egyesületen innen és túl
8. A nomád élet / Dávid hihetetlen összezsugorodása
9. Angyali Alvin / Dada-gondok
10. Mókás mókusbalett / Alvin... és a mókus
11. Városi mókusok / Harry Télapó
12. A kutyának a mókus a legjobb barátja / Lontiki átka
13. Baseball-hősök / Győzzön a legkülönb mókus!
14. A kémelhárító mókusok / A gazdagok és a becstelenek
15. Ne légy vidióta! / A ló, aki belevaló
16. A ricinustábor / Világítás, kamera, Alvin!
17. Bűbájos este / Golf a javából
18. A kicsattanó egészség / A Gramofon-díj
19. Királyi fogadtatás / Mese hallal
20. Lemeztelenítés / Az apák napi fánk
21. Alvin a jégen / Tódort műtik
22. Megvan a csapat / Hó-hűhó
23. Japán hajadonok / My Fair Mókus-Lady
24. Az előnyére megváltozott Simon / Szenzációs attrakció
25. Polgárőr-mókusok / Autókanyaró
26. Hol volt, hol nem volt sapka / Hófeketécske